# Ананьина, Екатерина Игоревна
Екатерина Игоревна Ананьина (род. 13 июня 1991, Свердловск) — российская хоккеистка, мастер спорта международного класса, участница Олимпийских игр 2010 года, чемпионка зимней Универсиады 2015 года, бронзовый призёр чемпионата мира 2013 года, чемпионка ЖХЛ-2018. Десятикратный бронзовый призёр Чемпионатов России. Двукратный Чемпион России. Трехкратный серебряный призёр Чемпионатов России. Победитель Евротура 2012 года. Первая девушка - комментатор матчей КХЛ.

## Биография
Родилась 13 июня 1991 года в городе Свердловске. Хоккеем начинала заниматься с восьми лет в СДЮШОР «Спартаковец» (Екатеринбург). Первый тренер — Сергей Деменьшин.
Выступала за команды
- Сборная команда Свердловской области/«Спартак-Меркурий» (Екатеринбург): 2005/06—2010/11, 2018/19.
- «Факел» (Челябинск): 2011/12—2013/14.
- «Агидель» (Уфа): 2014/15—2017/18.
- «СКИФ» (Нижегородская область): 2019/2020—2021/2022
- Торпедо (Нижний Новгород) 2022/2023 - 2024/2025
- Ледяная Армия (Москва) 2025/2026 - н.в.

## Достижения
- Участник Олимпийских игр 2010 года.
- Бронзовый призёр чемпионата мира 2013 года.
- Бронзовый призёр чемпионата России 2005/2006, 2006/2007, 2007/2008, 2009/2010 и 2014/2015.
- Победитель Всемирной зимней Универсиады 2015 года.
- Серебряный призёр чемпионатов ЖХЛ 2015/2016 и 2016/2017.
- Бронзовый призёр чемпионата ЖХЛ 2020/2021
- Победитель Евротура 2012.
- Победитель чемпионата ЖХЛ 2017/2018.